# Счастливчик Люк
«Счастливчик Люк» (англ. Lucky Luke) — художественный фильм режиссёра Теренса Хилла, снятый в 1991 году по мотивам одноимённого комикса.
Ремейк мультипликационного фильма 1971 года.

## Сюжет
Лаки Люк, известный тем, что стреляет быстрее собственной тени, возвращается в Дейзи-Таун. Здесь его ждут приключения в лице множества врагов, только и мечтающих получить пулю, среди которых и непременная четвёрка братьев Далтон — самых тупых бандитов Дикого Запада.

## В ролях
- Теренс Хилл — Счастливчик Люк
- Нэнси Морган[англ.] — Лотта Легс
- Рон Кэри[англ.] — Джо Далтон
- Доминик Барто — Вильям Далтон
- Бо Грэйг — Джек Далтон
- Фриц Сперберг — Аверелл Далтон
- Арсенио Тринидад — Минг Ли Фу
- Нейл Саммерс — Вирджил

## Продолжения
В том же 1991 году на экраны вышло продолжение фильма — Lucky Luke 2 (только на видео), а в 1993 году — телесериал Lucky Luke, также снятый Теренсом Хиллом. В 2009 году вышел ещё один одноимённый фильм — французско-аргентинского производства (в главной роли Жан Дюжарден).